# Karl Rothammel
Karl Rothammel (* 25. Dezember 1914 in Fürth; † 29. November 1987 in Sonneberg) war ein deutscher Sachbuchautor und Funkamateur. Er war Verfasser der Erstausgaben von Rothammels Antennenbuch, einem deutschsprachigen Standardwerk zur Antennentechnik.

## Leben
Karl Rothammel war seit 1932 Funkamateur, zunächst unter dem Empfangszeichen DE3Ø4Ø/L. Seit 1954 war er unter dem Amateurfunkrufzeichen DM2ABK aktiv und ab 1980 bis zu seinem Tod unter Y21BK und Y3ØABK.
Im Zweiten Weltkrieg war er Luftwaffenfunker. Nach dem Krieg arbeitete er als Gast- und Landwirt. Anschließend war er zehn Jahre im Postdienst der DDR beschäftigt und betreute dort Rundfunk- und Fernsehsendeanlagen. Dem schloss sich eine fünfundzwanzigjährige Tätigkeit in der Informations- und Dokumentationsstelle bei der Radiogerätefabrik Stern-Radio an.
Als Funkamateur war er über viele Jahre Klubstationsleiter in Sonneberg und Mitglied der Prüfungskommission im Bezirk Suhl.
Im Amateurfunk war er vor allem im UKW-Bereich aktiv und arbeitete mehrere Jahre als UKW-Referent im Radioclub der DDR. Rothammel machte, von seinem UKW-Standort „Gaststätte Blockhütte“ aus, Erstverbindungen auf dem 2-Meter-Band von der DDR nach Frankreich, Großbritannien, Luxemburg, Belgien, Dänemark und den Niederlanden.